# Vauluizo Bezerra
|group=nota}}   
| nombre de nacimiento	= 
| fecha de nacimiento	= 1952, hace 73 años 
| lugar de nacimiento	= Aracaju

| fecha de fallecimiento	=  
| lugar de fallecimiento	= 
| nacionalidad		=  Brasil
| área			= escultura 
| educación		= 
| premios		=
|premios2            = 
|residencia             =
}}
Vauluizo Bezerra es un escultor brasileño, nacido el año 1952 en Aracaju.

## Datos biográficos
Nacido en Sergipe, se trasladó a Bahia en 1955. Inició  su trabajo, inicialmente como auto-didacta en la década de 1970, siguiendo un estilo expresionista, y está considerado como uno de los artistas más importantes de la generación de 1970 de Bahia.
Ha realizado exposiciones individuales y colectivas en Brasil y en el exterior, y sus obras se conservan en diversas colecciones. Ha obtenido premios nacionales. Es el autor del Monumento a Thomé de Souza realizado en bronce.
Actualmente vive en Salvador de Bahia. Algunas de sus obras se pueden ver expuestas en el Parque de las Esculturas, inaugurado en 1997 en el área externa del Solar do Unhão, el Museo de Arte Moderna de Bahia.